# Vetberg
Vetberg (Engels: fatberg), een samentrekking van de woorden 'vet' en 'ijsberg', is een term die in Engeland is bedacht voor grote ophoping van vet, maandverband, vochtige doekjes en soortgelijke artikelen in rioleringssystemen, die niet uiteenvallen zoals toiletpapier. In dergelijke brokken vet zitten vaak ook in het riool weggeworpen condooms, kookvet en onafbreekbare plastic onderdelen zoals wattenstaafjes.

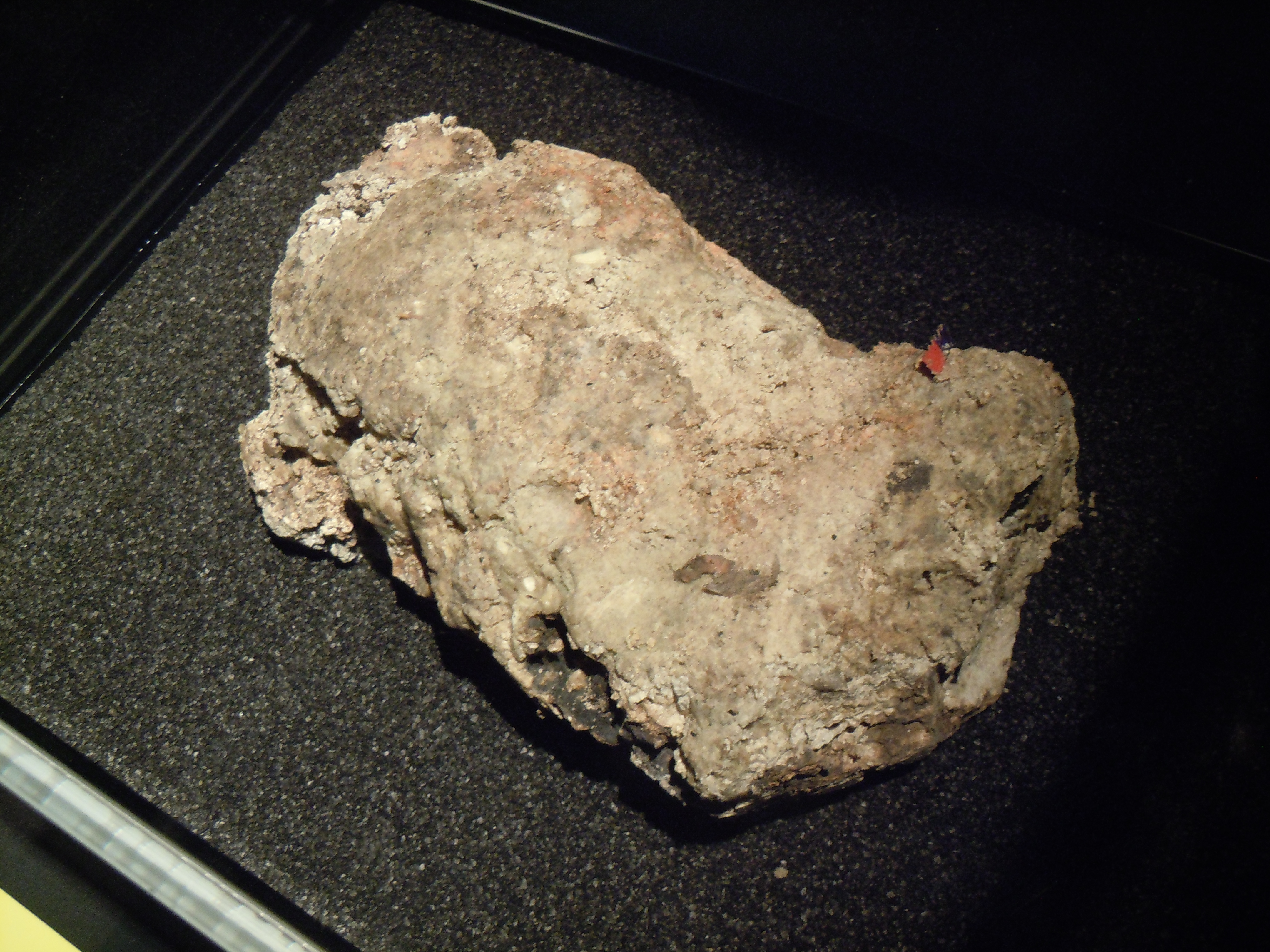
Een gedroogd gedeelte van een "fatberg"

De resulterende brokken gestold materiaal in het riool kunnen zo sterk zijn als beton en zijn dan zeer lastig te verwijderen. Ze kunnen de oorzaak zijn van ernstige verstoppingen.
In augustus 2013 werden de Britse vetbergen internationaal bekend toen de Thames Water Works een stuk ter grootte van een bus rapporteerden. Met een geschatte massa van 15 ton blokkeerde dit een rioolbuis in Kingston bijna volledig. In Manchester werd in 2014 een grotere vetberg gevonden. In het rioleringsnetwerk van de Londense wijk Whitechapel werd een vetberg van 250 meter lang aangetroffen. Deze begin september 2017 ontdekte vetberg woog ongeveer 130 ton. Mogelijk nog grotere ophoping in het Londense rioleringssysteem werd in april 2018 ontdekt.
Om onder andere vetbergen te voorkomen, wil de Europese Unie wegwerpplastic gaan beperken.